# Bakuny (sielsowiet Linowo)
Bakuny (biał. Бакуны; ros. Бакуны) – wieś na Białorusi, w obwodzie brzeskim, w rejonie prużańskim, w sielsowiecie Linowo.
W dwudziestoleciu międzywojennym leżały w Polsce, w województwie poleskim, w powiecie prużańskim.